# Ipp község
Ipp község (románul: Comuna Ip) község Szilágy megyében, Romániában. Központja Ipp, beosztott falvai Alsókaznacs, Felsőkaznacs, Szilágyzovány, Zoványfürdő.

## Népessége
A 2011-es népszámlálás adatai alapján a község népessége 3648 fő volt.